# Славетне місто Запоріжжя (монета)
«Славе́тне мі́сто Запорі́жжя» — пам'ятна монета номіналом 5 гривень, випущена Національним банком України, присвячена місту Запоріжжю, одному з найбільших адміністративних, індустріальних і культурних центрів півдня України, в якому унікально поєднуються природа, промислові гіганти, розмаїття архітектури, назва якого пов'язана з відомими Дніпровськими порогами. Саме тут розташований острів Хортиця — унікальний природний комплекс — історичний та духовний центр Запорізького краю.
Монету введено в обіг 29 вересня 2020 року. Вона належить до серії «Стародавні міста України».

## Опис монети та характеристики
| Номінал грн. | Метал      | Маса, г | Діаметр, мм | Якість виготовлення       | Гурт     | Тираж, штук |
| ------------ | ---------- | ------- | ----------- | ------------------------- | -------- | ----------- |
| 5            | нейзильбер | 16,54   | 35,0        | спеціальний анциркулейтед | рифлений | 35 000      |

### Аверс
На аверсі монети розміщено: угорі — малий Державний Герб України, праворуч від якого напис півколом — «УКРАЇНА»; символічну композицію: на тлі вертикальної матової смуги, що символізує Дніпро, стилізовані споруди острова Хортиця, герб міста (праворуч), план Олександрівської фортеці (ліворуч), що, як два береги ріки, з'єднані мостом, під яким написи: «5/ ГРИВЕНЬ/2020»; логотип Банкнотно-монетного двору Національного банку України (ліворуч на дзеркальному тлі, під планом фортеці).

### Реверс
На реверсі монети на дзеркальному тлі зображено стилізовану композицію, що поєднує історію та сьогодення міста: на тлі дзеркального абрису козацького профілю — церква Святого Миколая, ліворуч від якої — скульптура кам'яного хранителя історії, праворуч на монеті — історична будівля міста, тлом усієї композиції слугують стилізовані сучасні житлові будівлі, унизу горизонтальний напис «ЗАПОРІЖЖЯ», під яким — гребля ДніпроГЕСу.

## Автори
- Художник — Куц Марина.

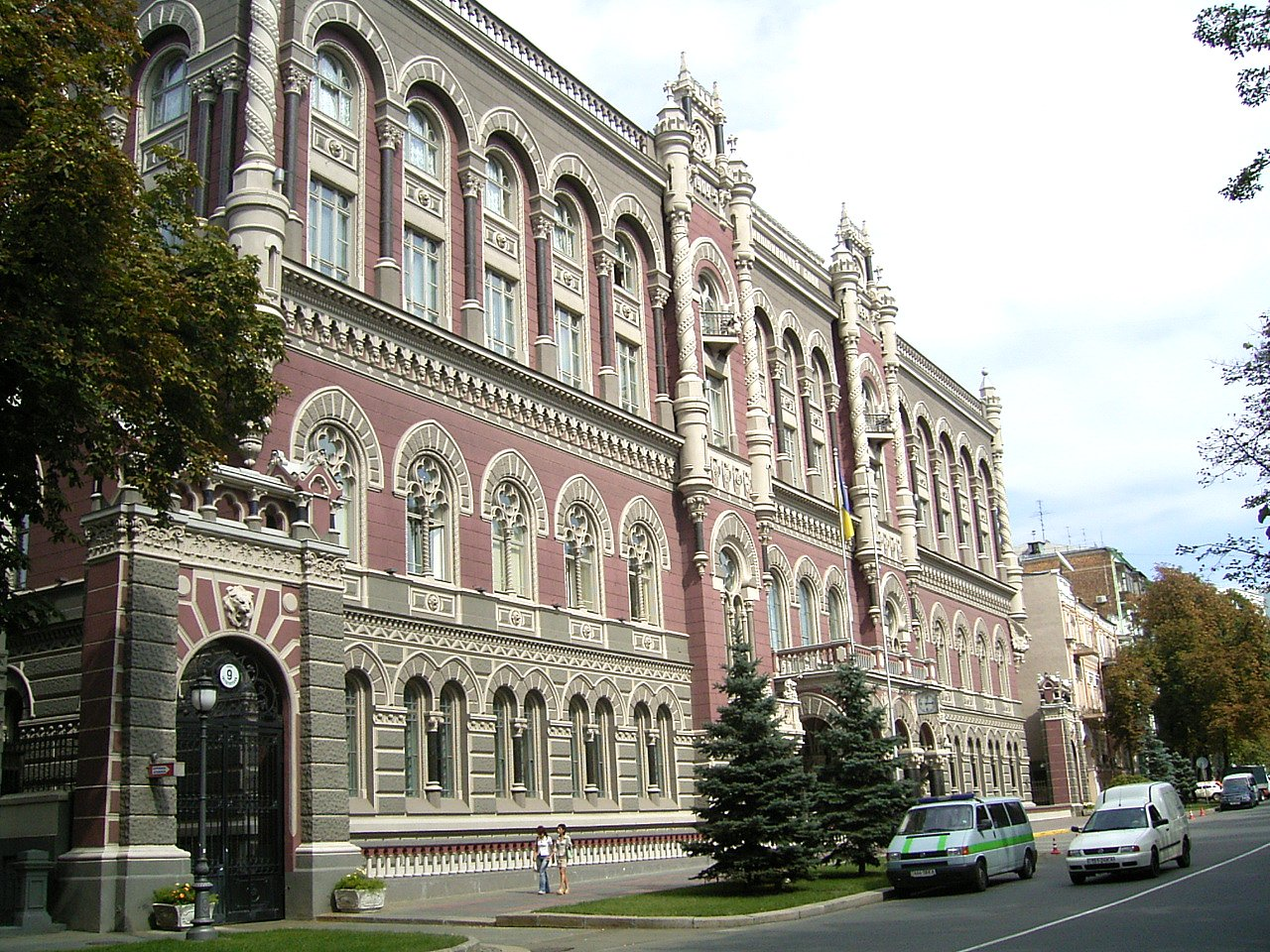
Будівля Національного банку України

- Скульптори: Атаманчук Володимир, Дем'яненко Володимир.

## Вартість монети
Під час введення монети в обіг 2020 року, Національний банк України реалізовував монету за ціною 40 гривень.
Фактична приблизна вартість монети, з роками змінювалася так:
| Рік        | 2021 | 2022 | 2023 | 2024 | 2025 |
| ---------- | ---- | ---- | ---- | ---- | ---- |
| Ціна, грн. | 60   | 65   | 160  | 310  | 350  |